# Przekłady biblijne Józefa Kruszyńskiego
Przekłady biblijne Józefa Kruszyńskiego powstawały w latach 20-30. XX wieku i obejmowały tłumaczenie ksiąg Starego Testamentu z języka hebrajskiego i greckiego. Prace Kruszyńskiego należały do pierwszych katolickich przekładów z języków oryginalnych na język polski. Były to też najszersze dwudziestowieczne przekłady Starego Testamentu na polski aż do Komentarzy KUL i Biblii Tysiąclecia, które ukazały się w latach 60.

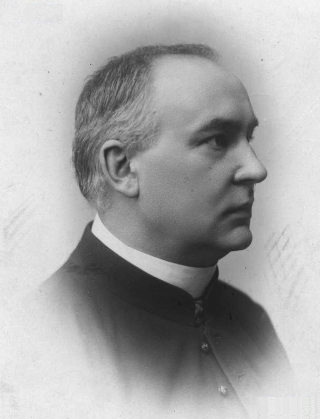
Józef Kruszyński ok. 1925

Autor, Józef Kruszyński był biblistą i profesorem KUL. Jego intencją było przetłumaczenie całego Starego Testamentu, do 1939 roku wydał większość ksiąg, zabrakło tylko ksiąg Machabejskich oraz większej części ksiąg prorockich.  

## Przekłady i daty wydań
- Proroctwo Nahuma. Przekład i komentarz (1926)
- Proroctwo Jeremjasza. Lamentacje. Księga Barucha (1935)
- Księga Psalmów (1936)
- Tom I. Księga Rodzaju, Wyjścia, Kapłańska, Liczb i Powtórzonego Prawa (Pięcioksiąg Mojżeszowy) (1937)
- Tom II. Księgi: Jozuego, Sędziów, Rut, Dwie Samuela i Dwie Królewskie (1938)
- Tom III. Księgi: Dwie Paralipomenon[2], Ezdrasza, Nehemiasza, Tobiasza, Judyty, Estery i Joba (1939)

## Źródła przekładu
Dla Biblii hebrajskiej źródłem przekładu było wydanie Kittela z 1913. Podział tekstu, strofy (w przypadku utworów poetyckich) i streszczenia Kruszyński opracował na podstawie La Sainte Bible pod red. ks. Crampon'a (Paryż, 1928). Wzorem dla komentarza było wydanie Wulgaty Filliona (Paryż, 1923) oraz Bible česká Jana Hejčla (Praga, 1917).

## Odbiór przekładu
Przekłady Kruszyńskiego zostały przyjęte przychylnie przez krytykę; podkreślano ich wierność oraz pewną swobodę. Jednak z racji niewielkich nakładów, braku wznowień i pojawienia się kolejnych powojennych przekładów nie były nigdy powszechnie używane.